# Masterpiece ＃12
『masterpiece #12』（マスターピース ナンバー12）は、氷室京介のリミックスアルバム。

## 解説
- 氷室京介の初となるリミックス・アルバム。
- ブルース・スウェディーン、ブルース・ランプコフ、ニール・ドーフスマンなど、海外の有名エンジニアによって、氷室の曲がそれぞれリミックスされている。
- このアルバム以降、ニール・ドーフスマンは氷室の作品に度々参加する事となる。
- ボーナストラックとして、シングル「JEALOUSYを眠らせて」（1990年）の未発表テイクが収録されている。

## リリース
- 1992年4月25日に東芝EMIのイーストワールドレーベルよりコンパクトディスク、カセットテープの2形態で発売された。

- 2003年7月21日には全曲デジタル・リマスターを施し、コピーコントロールCD・紙ジャケット仕様で再発売された[1]。

- 2020年7月21日には全作品のサブスクリプションサービス解禁に伴い、デジタル・リマスターされた音源が配信された[2]。

## 収録曲

### 一覧
| #         | タイトル                                    | 作詞               | 作曲             | 編曲                 | 時間  |
| --------- | ------------------------------------------- | ------------------ | ---------------- | -------------------- | ----- |
| 1.        | 「ANGEL」                                   | 氷室京介           | 氷室京介         | ブルース・ランプコフ | 3:47  |
| 2.        | 「LOVE & GAME」                             | 氷室京介           | 氷室京介         | ブルース・ランプコフ | 4:16  |
| 3.        | 「STRANGER」                                | 氷室京介           | 氷室京介         | ブルース・ランプコフ | 4:10  |
| 4.        | 「TASTE OF MONEY」                          | 氷室京介           | 氷室京介、吉田健 | ブルース・ランプコフ | 3:53  |
| 5.        | 「SUMMER GAME」                             | 氷室京介           | 氷室京介         | ニール・ドーフスマン | 3:38  |
| 6.        | 「JEALOUSY」                                | 氷室京介、松井五郎 | 氷室京介         | ブルース・ランプコフ | 4:00  |
| 7.        | 「LOVER'S DAY」                             | 氷室京介           | 氷室京介         | ブルース・ランプコフ | 5:04  |
| 8.        | 「CRIME OF LOVE」                           | 氷室京介           | 氷室京介         | ブルース・ランプコフ | 4:17  |
| 9.        | 「STORMY NIGHT」                            | 氷室京介           | 氷室京介         | ブルース・ランプコフ | 4:00  |
| 10.       | 「URBAN DANCE」                             | 氷室京介           | 氷室京介         | ニール・ドーフスマン | 4:34  |
| 11.       | 「ALISON」                                  | 氷室京介、松井五郎 | 氷室京介         | ブルース・ランプコフ | 5:29  |
| 12.       | 「MOON」                                    | 松井五郎           | 氷室京介         | ニール・ドーフスマン | 5:38  |
| 13.       | 「JEALOUSY-RARE MASTER 1990-」(Bonus Track) | 氷室京介           | 氷室京介         | 氷室京介、西平彰     | 4:05  |
| 合計時間: | 合計時間:                                   | 合計時間:          | 合計時間:        | 合計時間:            | 56:51 |

### 曲解説
1. ANGEL
1stシングルのリミックスバージョン。
2. LOVE & GAME
1stアルバム『FLOWERS for ALGERNON』収録曲のリミックスバージョン。
3. STRANGER
1stアルバム『FLOWERS for ALGERNON』収録曲のリミックスバージョン。
4. TASTE OF MONEY
1stアルバム『FLOWERS for ALGERNON』収録曲のリミックスバージョン。
5. SUMMER GAME
3rdシングルのリミックスバージョン。
6. JEALOUSY
5thシングルのリミックスバージョン。
7. LOVER'S DAY
5thシングル「JEALOUSYを眠らせて」のカップリング曲のリミックスバージョン。
8. CRIME OF LOVE
6thシングルのリミックスバージョン。
9. STORMY NIGHT
3rdアルバム『Higher Self』収録曲のリミックスバージョン。
10. URBAN DANCE
7thシングルのリミックスバージョン。4thアルバム『Memories Of Blue』、ベストアルバム『SINGLES』にも、このバージョンで収録されている。
11. ALISON
1stアルバム『FLOWERS for ALGERNON』収録曲のリミックスバージョン。
12. MOON
3rdアルバム『Higher Self』収録曲のリミックスバージョン。
13. JEALOUSY -RARE MASTER 1990-
5thシングル。シングル発売前にフジテレビ系ドラマ『恋のパラダイス』の番宣コマーシャルなどで使用されていた未発表テイクであり、作詞クレジットが氷室京介のみになっている。

## 参加ミュージシャン
- Greg Phillanganes - ピアノ、シンセサイザー、ベース（#11）
- Edgar Winter - アルト・サックス・ソロ（#11）
- Steve Lukather - ギター、ギター・ソロ（#2, 4, 9）
- Steve Porcaro - シンセサイザー、パーカッション、シンセサイザー・プログラミング（#2, 3, 4, 9, 11）
- Bruce Swedien - ドラムス、パーカッション・サウンド（#2, 3, 4, 9, 11）
- Michael Boddicker - シンセサイザー、プログラミング（#4）
- Dominic Miller - ギター、ギター・ソロ（#1）
- Richard Cottle - ピアノ、オルガン、シンセサイザー、プログラミング（#1, 6, 7）
- Eddie Martinez - ギター、ギター・ソロ（#5, 10, 12）
- Robbie Kilgore - シンセサイザー、プログラミング（#5, 10, 12）
- Carol Steel - パーカッション（#5, 10, 12）